# Luis García Guido
Luis Agustín García Guido (Montevideo, 21 giugno 1941) è un ex cestista uruguaiano.

## Carriera
Con l'Uruguay ha disputato i Giochi olimpici di Tokyo 1964 e due edizioni dei Campionati mondiali (1967, 1970).